# St. Georg (Wachenheim)
Die Kirche St. Georg im historischen Zentrum von Wachenheim an der Weinstraße ist neben der Ruine Wachtenburg das Wahrzeichen der Stadt. Seit Anfang des 18. Jahrhunderts wird die Kirche als Simultankirche von Katholiken und Protestanten gemeinsam genutzt.

## Geschichte
Die Existenz einer Pfarrei in Wachenheim wird in etwa seit dem 9. Jahrhundert vermutet. Die erste urkundliche Erwähnung der Kirche datiert von 911. Die Kirche wird im „Weissenburger Klosterraub“ genannt und befindet sich zeitweise im Besitz der Klöster Lorsch, Kaiserslautern und Limburg.
1341 erhielt Wachenheim die Stadtrechte. Aus einem Merianstich ist eine spätgotische Chorturmkirche mit einem dreistöckigen Turm und einem spitzen Dach bekannt.
Um 1360 (je nach Quelle auch 1436) wurde östlich des Turms ein neuer Chor errichtet.
Nach Zerstörung des Klosters Limburg siedelte dessen Abt Machar Wais von Fauerbach († 1509) ab 1504 in den Münzhof Wachenheim über und wollte die Abtei hierher verlegen. 1508 erwarb er deshalb von den Prämonstratensern in Kaiserslautern die Wachenheimer St. Georgskirche um sie zur zukünftigen Abteikirche zu machen. Das Vorhaben kam beim Tod des Abts zum Erliegen. Er wurde jedoch im Chor der hiesigen Kirche beigesetzt.
Der Speyerer Domkapitular und Archidiakon Johann Kranich von Kirchheim († 1534) stiftete am 23. Februar 1530 für sich und seine Eltern drei Jahrgedächtnisse in der Pfarrkirche St. Georg, da sich dort das Erbbegräbnis seiner Familie befinde. Die Gedächtnisse wurden festgesetzt für den 17. September (Todestag des Vaters), den 7. März (Todestag der Mutter) und für seinen eigenen Todestag. Am Sonntag zuvor sollten sie vom Ortspfarrer auf der Kanzel den Gläubigen angekündigt werden und der Wachenheimer Glöckner wurde verpflichtet „uff den grossen sarck, darunter mein vatter seliger begraben ligt, ein bar stellen, daruber decken ein schwartz tuch von schechter und uff dasselb ein schwartz gulden stuck und vier brynnender kertzen, abentz zu der vigillen und morgens zu den gotlichen amptern“.
Ab ca. 1550 wirkt sich die Reformation in Wachenheim aus, in der Pfalz führt 1556 Kurfürst Ottheinrich die Reformation ein. 1674 wird das Gebäude im Holländischen Krieg zerstört und erst ab 1686 wieder aufgebaut. 1689 wird im Pfälzischen Erbfolgekrieg die Stadt, die Wachtenburg und auch die Kirche zerstört.
Ab 1705 teilen sich Reformierte und Katholiken das Gebäude. 1707 wird die Kirche endgültig geteilt. Die Reformierten erhalten das Langhaus, während die Katholiken den Chor und das Turmgebäude behalten. Seitdem wird die Kirche als Simultankirche genutzt.
1711 ist der Wiederaufbau der Kirche abgeschlossen. 1715 wird die Trennmauer errichtet, die Chor und Turm vom Langhaus trennt. 1859 wird das Langhaus abgerissen und anschließend im neugotischen Stil neu errichtet. 1896 wird das Geläut zu einem C-Dur-Vierklanggeläut ergänzt. Die Glocken werden in den beiden Weltkriegen jeweils abgenommen und eingeschmolzen. Seit 1949 gibt es wieder ein vierteiliges Gussstahl-Glockengeläut.

## Orgel
Die erste Orgel im neu errichteten Langhaus der protestantischen Kirche Wachenheim wurde im Jahre 1883 vom Orgelbauer H. Voit & Söhne aus Durlach erbaut. Das Gehäuse ist erhalten, hingegen wurde das Werk durch Orgelbauer Werner Owart (Neuhofen) im Jahre 1974 neu erbaut. Die Orgel besitzt 22 Register auf zwei Manualen und Pedal. Die Windladen sind als Schleifladen ausgeführt mit mechanischer Spieltraktur und elektrischer Registertraktur.